# Paseo Santa Lucía
El Paseo Santa Lucía es un canal o río artificial y vía peatonal que se encuentra ubicado en el primer cuadro de la ciudad de Monterrey, Nuevo León, al noreste de México. La obra (inspirada en el River Walk de San Antonio, Texas) fue inaugurada el 15 de septiembre de 2007 por el presidente de la República, Felipe Calderón Hinojosa; el gobernador del estado de Nuevo León, José Natividad González Parás; y el alcalde de la ciudad de Monterrey, Adalberto Madero.
En la actualidad, es el río artificial más largo de América Latina con una extensión de 2.5 kilómetros y es considerado como una de las 13 maravillas de México creadas por el hombre. Es el lugar preferencial de los neoleoneses para pasear por las tardes y fines de semana, así como un destino turístico mundial.
La entrada es sin costo.

## Generalidades
El canal del Paseo Santa Lucía rememora el antiguo manantial de Santa Lucía, sitio donde se dio la tercera y definitiva fundación de Monterrey por don Diego de Montemayor el 20 de septiembre de 1596. El trazo del paseo sigue en parte el del ojo de agua, que hoy fluye de manera subterránea, y el canal es alimentado parcialmente por él.
La construcción de esta obra comenzó en 1996, pero se limitó a una primera parte de pequeñas dimensiones y fue detenida por más de 9 años. No fue sino hasta el año 2005 que comenzaron los trabajos de ampliación que duraron otros dos años. El proyecto en su totalidad incluye la regeneración de áreas verdes, vías peatonales y la construcción de nuevas áreas comerciales.
El canal, que conecta la Macroplaza y el parque Fundidora, es completamente navegable a través de pequeños botes que se toman al inicio del paseo junto al Museo de Historia Mexicana y el Museo del Noreste.

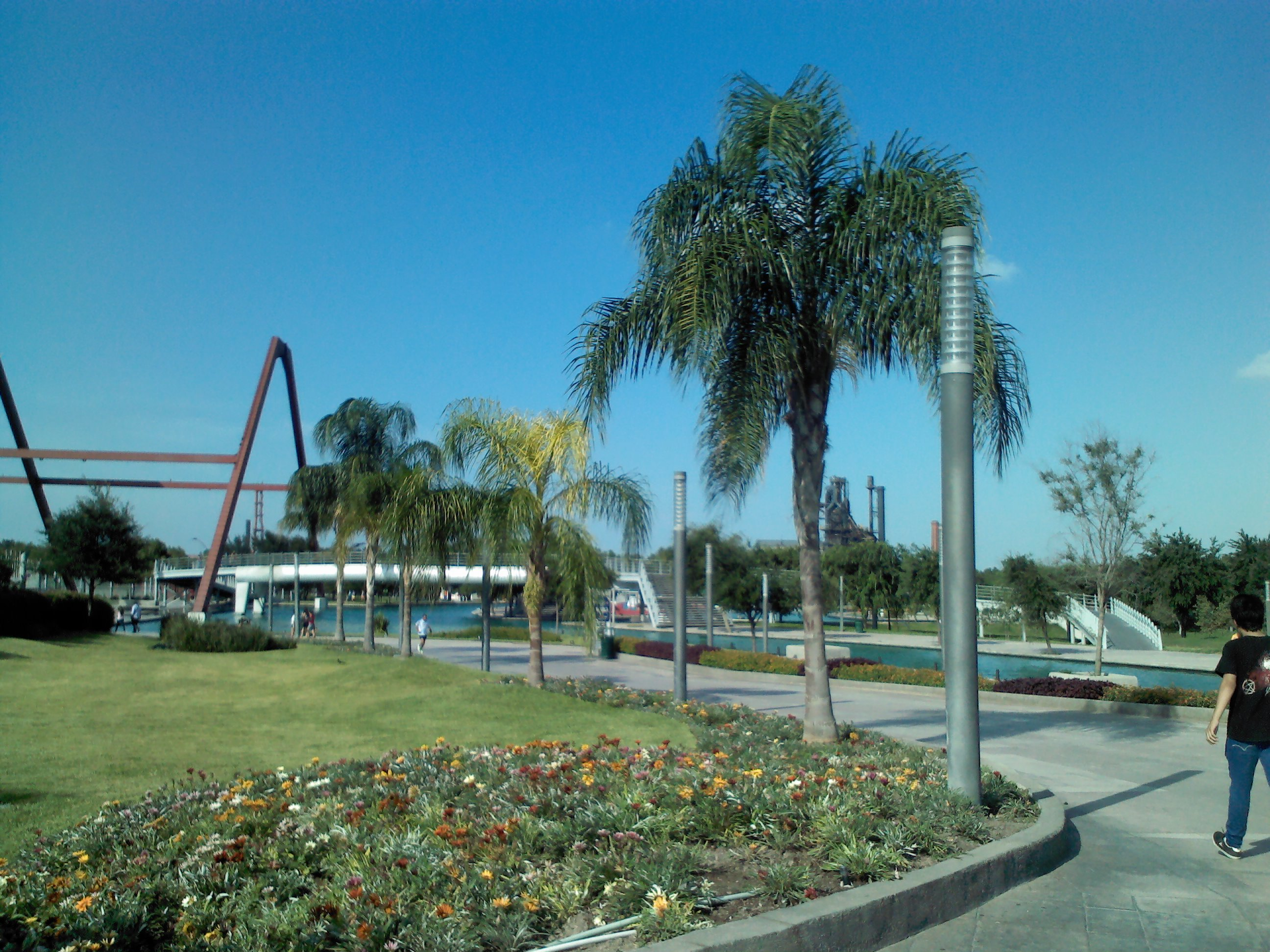
Paseo Santa Lucía dentro del Parque Fundidora.
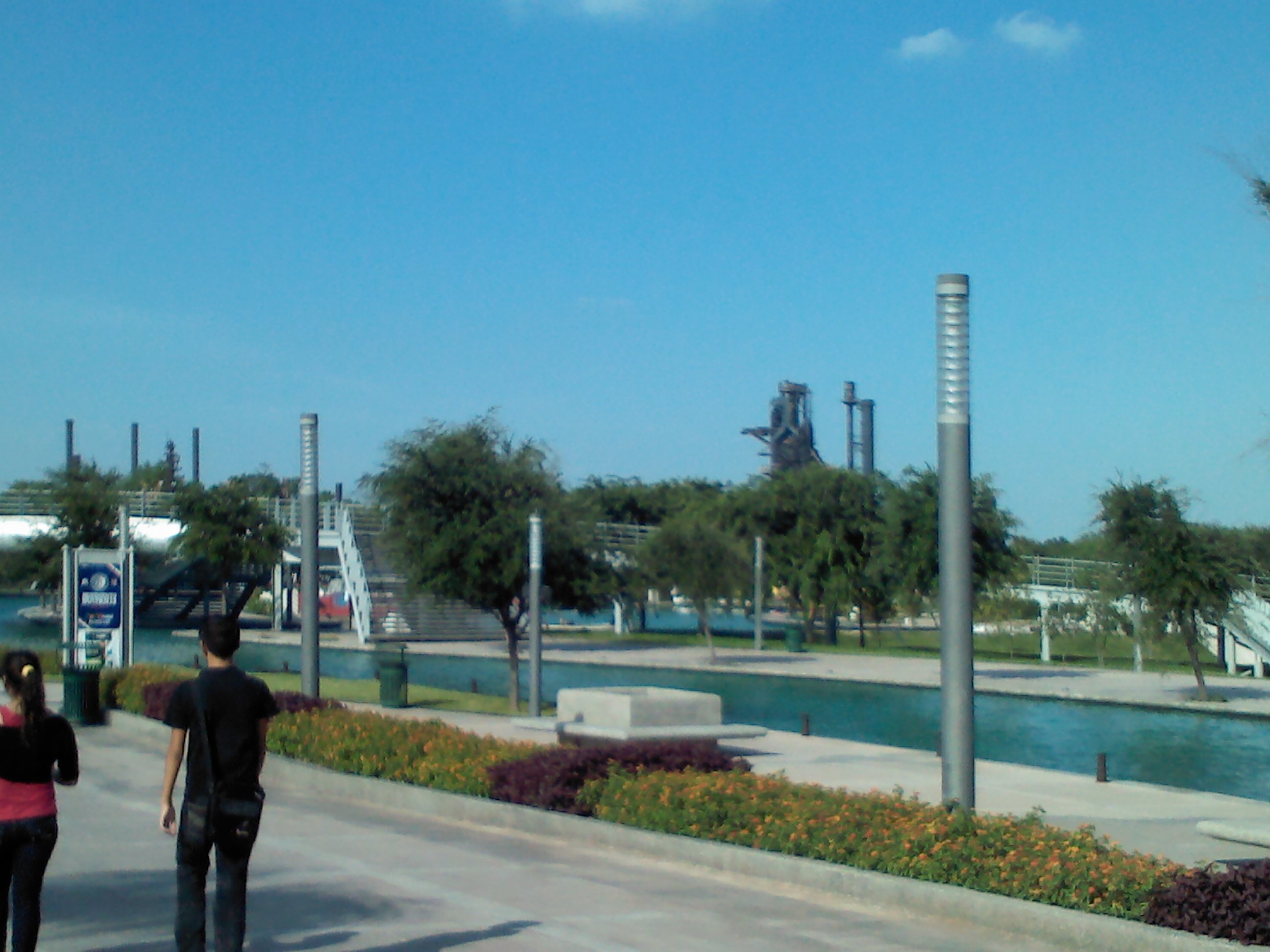
Paseo Santa Lucía dentro del Parque Fundidora.
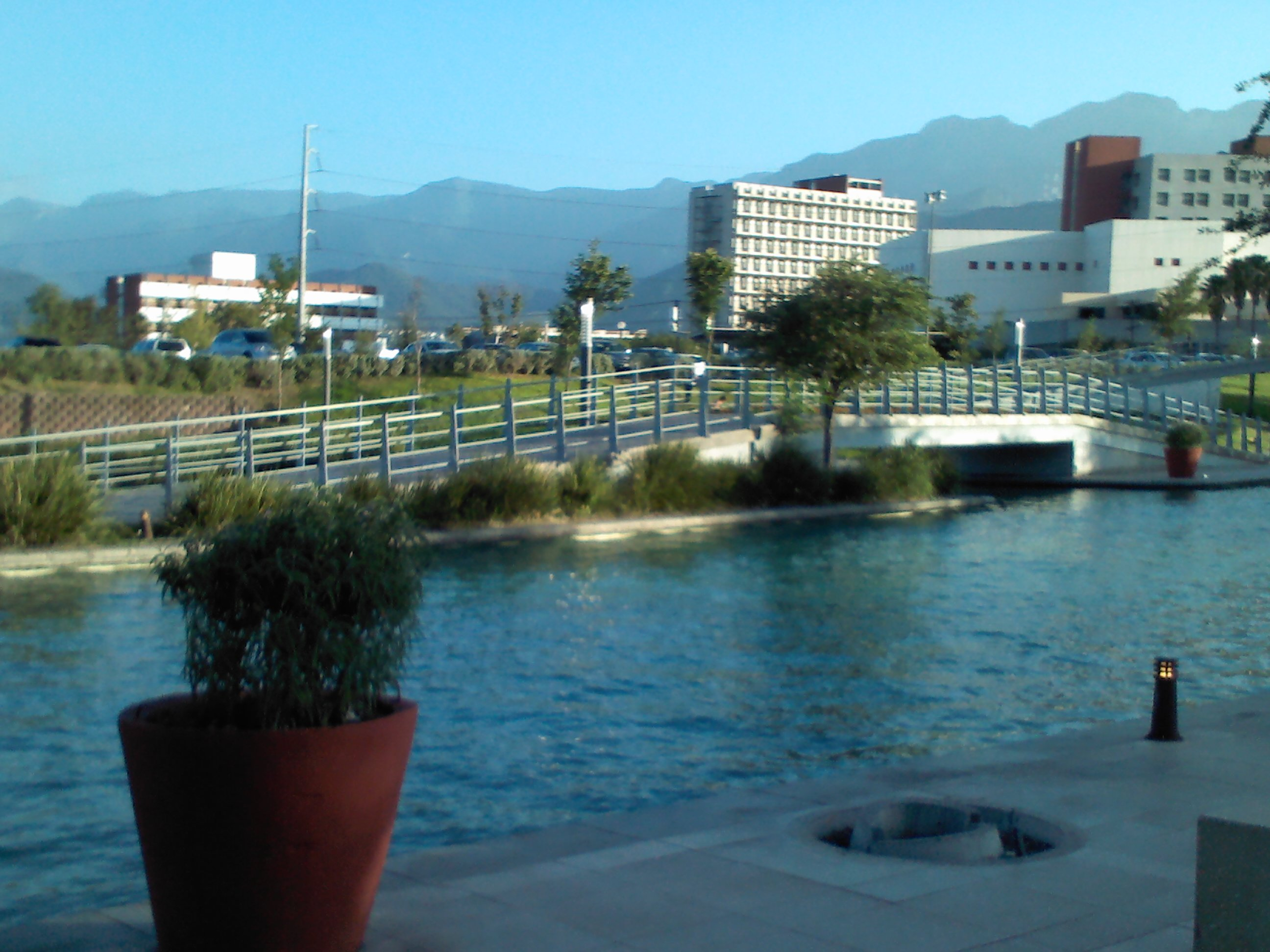
Paseo Santa Lucía
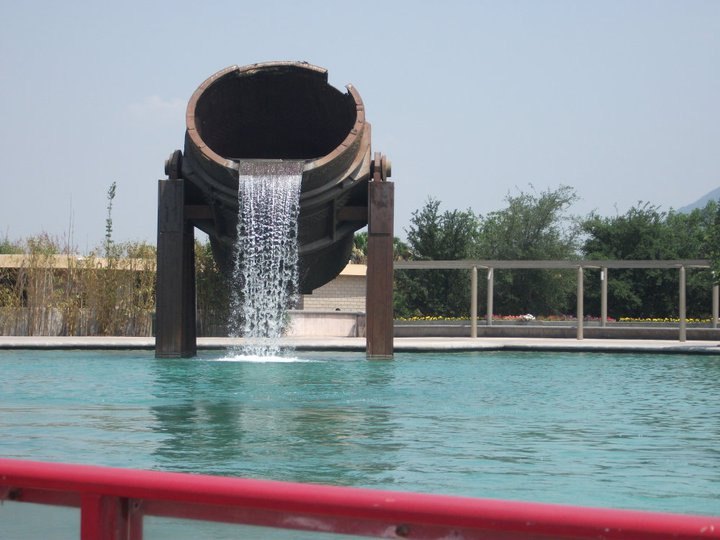
El Crisol.
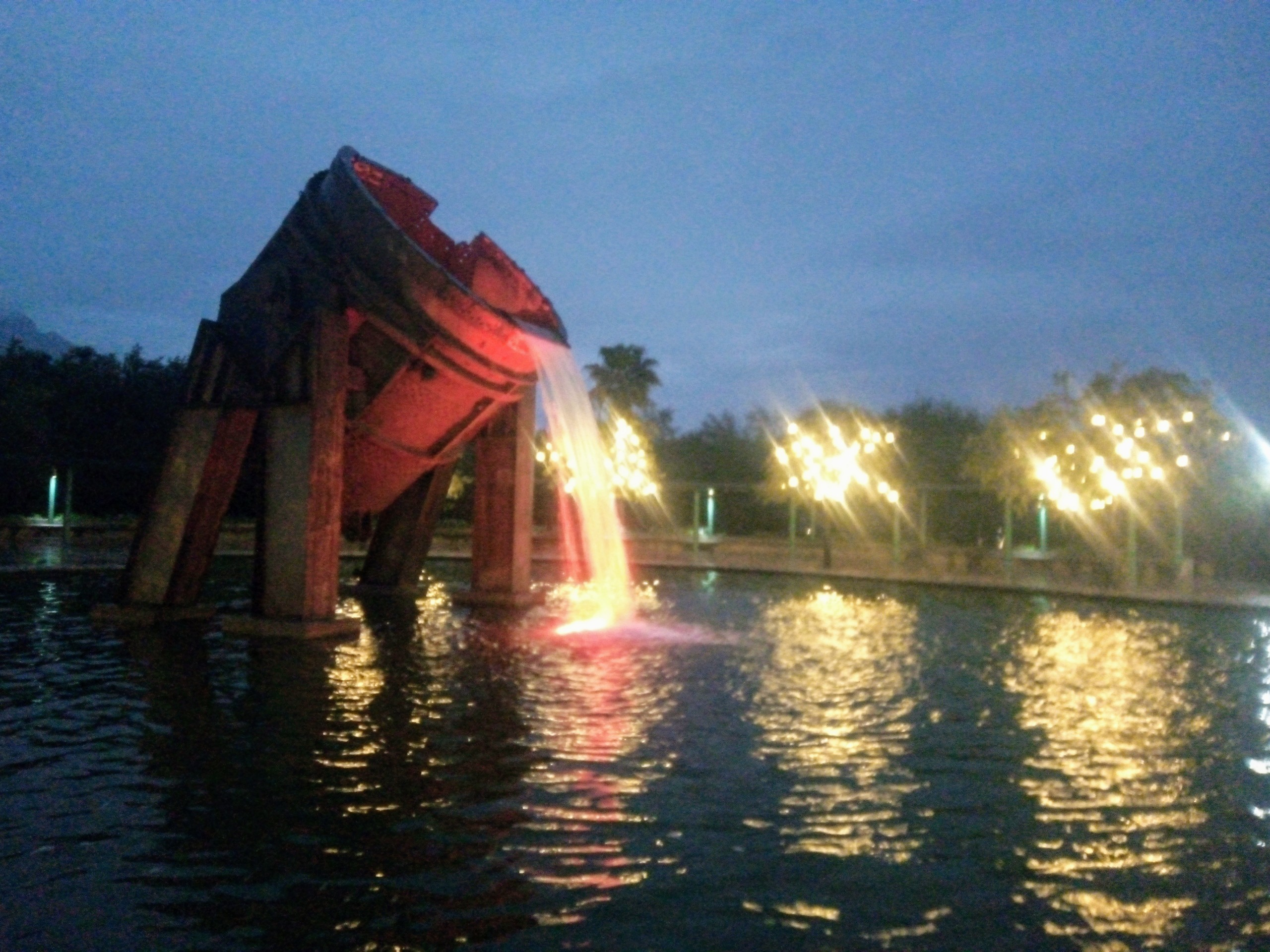
El Crisol de Noche.

## Instalaciones

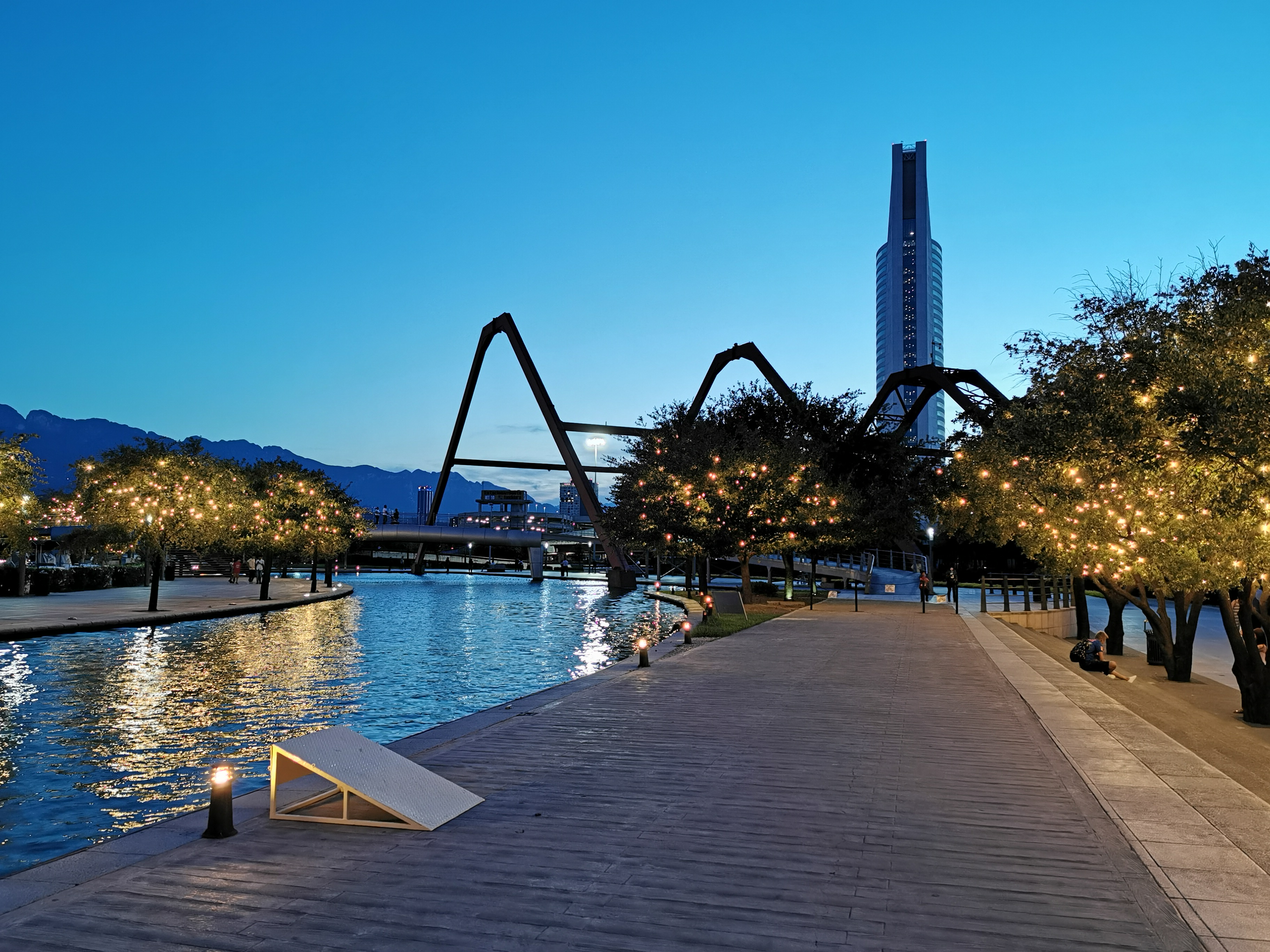
Atardecer en el Paseo Santa Lucía.

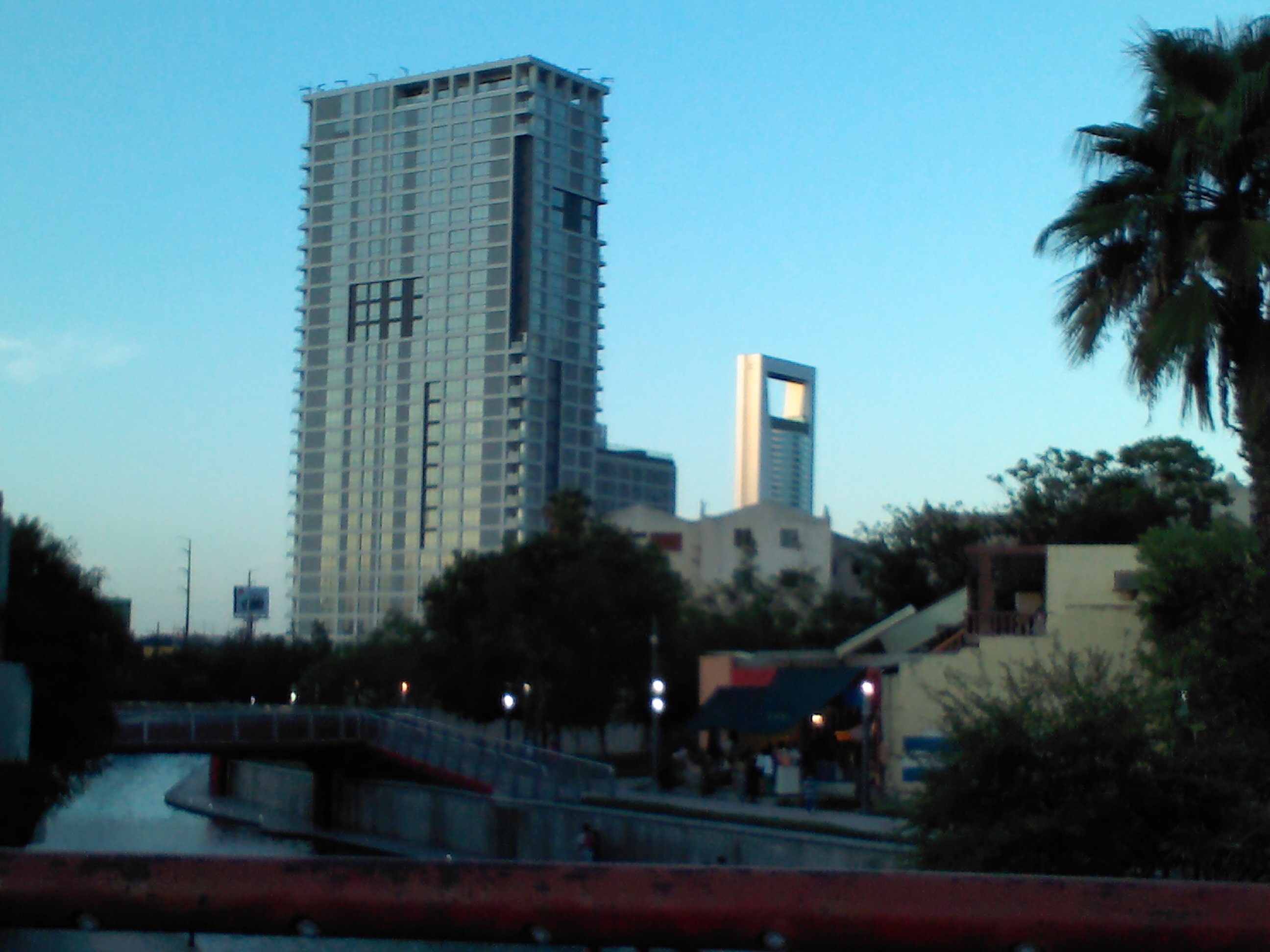
Vista desde el Paseo Santa Lucía del edificio La Capital y la Torre Ciudadana.

El principal atractivo del Paseo Santa Lucía es su canal navegable con una profundidad de 1.20 metros. Por él navegan pequeñas embarcaciones con capacidad para 40 personas, las cuales realizan un recorrido acompañados de un guía. 
En sus instalaciones se encuentran fuentes, puentes, murales, museos y restaurantes. El Paseo Santa Lucía inicia su recorrido en la calle Dr. Coss, al oriente de la Macroplaza, en la Explanada Santa Lucía, donde están localizados el Museo de Historia Mexicana y el Museo del Noreste. El recorrido atraviesa las calles del centro de la ciudad hacia el oriente hasta llegar a la Av. Félix U. Gómez. En ese punto, el recorrido continúa hasta los terrenos del parque Fundidora, terrenos de una antigua empresa metalúrgica.
A lo largo del Paseo Santa Lucía se ubican 17 láminas o placas informativas, donde los visitantes al canal pueden encontrar información sobre acontecimientos y sitios históricos que han marcado a Monterrey. Las placas, con información de historiadores locales como Israel Cavazos y Ahmed Valtier, señalan desde la ubicación de la antigua Presa Grande hasta el sitio donde los soldados mexicanos resistieron el ataque de las tropas invasoras de Estados Unidos en 1846.
El trayecto está adornado por 24 fuentes y varias obras escultóricas, ubicadas según el arquitecto Abaroa. Una parte del trayecto, cuenta con un pasillo que pasa por debajo de un conjunto de chorros de agua. Uno de los juegos de agua para recreación de las familias. Este juego de agua deja 3.12 metros de ancho para un pasillo que lo cruza y el agua llega a una altura de 2 metros aproximadamente. Una de las más importantes es la escultura monumental "La Lagartera" del artista oaxaqueño Francisco Toledo, que está instalada en el espejo de agua del Santa Lucía frente al Museo de Historia Mexicana. La obra se trata de una pieza de forma rectangular en altorrelieve, que plasma el nado de varios lagartos sobre una superficie de escamas en diferentes escalas, de los cuales emergen ranas, peces, cangrejos, tortugas y lagartos. Esta obra es la primera escultura en gran formato realizada por el autor. Otra importante escultura es un inukshuk original, una de las cinco obras inuit que el gobierno de Canadá ha donado a cinco ciudades en el mundo.
El Paseo Santa Lucía fue la obra emblemática del Fórum Monterrey 2007, realizado del 20 de septiembre al 8 de diciembre de 2007.

## Seguridad
Por su poca profundidad, el canal no representa un riesgo para los peatones y ciclistas, policías municipales recorren el canal regularmente.
Durante su construcción y primeros meses en operación, el canal causó confusión entre algunos automovilistas que transitaban por la avenida Félix U. Gómez; entre otros, dos mujeres en estado de ebriedad que cayeron al agua la mañana del día de la inauguración.